# Двірецька сільська рада (Ізяславський район)
Двіре́цька сільська́ ра́да — колишня адміністративно-територіальна одиниця та орган місцевого самоврядування в Ізяславському районі Хмельницької області. Адміністративний центр — село Двірець.

## Загальні відомості
- Двірецька сільська рада утворена в 1944 році.
- Територія ради: 32,213 км²
- Населення ради: 805 осіб (станом на 2001 рік)
- Сільська рада розташована в південно-західній частині Ізяславського району
- Територією ради протікає річка Горинь

## Населені пункти
Сільській раді підпорядковані населені пункти:
- с. Двірець
- с. Білижинці

## Склад ради
Рада складається з 12 депутатів та голови.
- Голова ради: Гайовий Сергій Ростиславович
- Секретар ради: Гнатюк Тетяна Миколаївна

### Керівний склад попередніх скликань
| Прізвище, ім'я, по батькові  | Основні відомості                                                 | Дата обрання | Дата звільнення |
| ---------------------------- | ----------------------------------------------------------------- | ------------ | --------------- |
| Огнівчук Лариса Іванівна     | Сільський голова, 1967 року народження, позапартійна              | 26.03.2006   | 31.10.2010      |
| Гайовий Сергій Ростиславович | Сільський голова, 1959 року народження, освіта вища, безпартійний | 31.10.2010   |                 |

Примітка: таблиця складена за даними сайту Верховної Ради України

### Депутати
За результатами місцевих виборів 2010 року депутатами ради стали:

#### За суб'єктами висування
| Суб'єкт висування | Кількість обраних депутатів | %    |
| ----------------- | --------------------------- | ---- |
| Самовисування     | 7                           | 58,3 |
| Народна партія    | 3                           | 25   |
| Партія регіонів   | 2                           | 16,7 |

#### За округами
| № округу        | Прізвище, ім'я, по батькові    | Дата визнання обраним | Освіта  | Партійна приналежність | Відомості про обраного депутата                                        |
| --------------- | ------------------------------ | --------------------- | ------- | ---------------------- | ---------------------------------------------------------------------- |
| Народна Партія  |                                |                       |         |                        |                                                                        |
| 5               | Гуменюк Володимир Анатолійович | 04.11.2010            | середня | позапартійний          | станція Білогородка, черговий по станції                               |
| 6               | Гнатюк Тетяна Миколаївна       | 04.11.2010            | вища    | член Народної партії   | Двірецька сільська рада, секретар                                      |
| 7               | Чайка Лідія Володимирівна      | 04.11.2010            | вища    | член Народної партії   | Двірецька сільська рада, головний бухгалтер                            |
| Партія регіонів |                                |                       |         |                        |                                                                        |
| 8               | Бондар Тетяна Володимирівна    | 04.11.2010            | середня | позапартійна           | Поштове відділення зв'язку, листоноша                                  |
| 10              | Кохан Тетяна Петрівна          | 04.11.2010            | середня | позапартійна           | тимчасово не працює                                                    |
| Самовисування   |                                |                       |         |                        |                                                                        |
| 1               | Лугова Людмила Степанівна      | 04.11.2010            | вища    | позапартійна           | Двірецька загальноосвітня школа І-ІІ ст., вчитель біології і географії |
| 2               | Денисюк Олена Михайлівна       | 04.11.2010            | вища    | позапартійна           | фельдшерсько-акушерський пункт с. Двірець, завідувачка                 |
| 3               | Кравчук Богдан Володимирович   | 04.11.2010            | вища    | позапартійний          | «Ізяславмолпродукт», заготівельник молока                              |
| 4               | Татаревська Оксана Василівна   | 04.11.2010            | вища    | позапартійна           | Поштове відділення зв'язку, начальник                                  |
| 9               | Колеснік Галина Іванівна       | 04.11.2010            | вища    | позапартійна           | Двірецька загальноосвітня школа І-ІІ ст., вчитель математики           |
| 11              | Бондар Наталія Федорівна       | 04.11.2010            | вища    | позапартійна           | тимчасово не працює                                                    |
| 12              | Лук'янчук Микола Петрович      | 04.11.2010            | середня | позапартійний          | тимчасово не працює                                                    |

## Господарська діяльність
Основним видом господарської діяльності населених пунктів сільської ради є сільськогосподарське виробництво. Основним видом сільськогосподарської діяльності є вирощування зернових культур, допоміжним — виробництво м'ясо-молочної продукції і овочевих культур.